# Isidore Charles Nollet
Pour les articles homonymes, voir Nollet.
Isidore Charles "Toby" Nollet  (18 novembre 1898-29 avril 1988) est un rancher et homme politique provincial canadien de la Saskatchewan. Il représente les circonscriptions de Cut Knife et de Cut Knife-Lloydminster à titre de député du Co-operative Commonwealth Federation de 1944 à 1967.

## Biographie
Né à Sentinel Butte dans le Dakota du Nord, Nollet étudie à au College of Saint Benedict and Saint John's University (en) et à la Saint Thomas Academy (en) dans le Minnesota. Durant la Première Guerre mondiale, il sert dans la Forces expéditionnaires américaines. Après la guerre, il s'établit à Freemont en Saskatchewan avec son père où il exploite un ranch de vaches angus. Membre des United Farmers du Canada et de la Saskatchewan Wheat Pool (en). En 1933, il épouse Patricia PeggyChicilo.

## Carrière politique
S'impliquant en politique, il devient d'abord reeve de la municipalité rurale de Hillsdale No 440 (en).
Élu député en 1944, il devient vice-président de l'Assemblée législative et sert également à titre de ministre de l'Agriculture de 1946 à 1964. Il contribue au développement du South Saskatchewan River Project.
Quittant la politique en 1967, il est intronisé au temple de la renommé saskatchewanais de l'agriculture et meurt à Kelowna en Colombie-Britannique à l'âge de 89 ans.
Le pont Toby Nollet Bridge traversant la rivière Saskatchewan Nord.